# Poulsard
Poulsard ist eine seltene Rotweinsorte aus dem Jura. Die Spezialität gedeiht besonders gut in den nördlichen Regionen des Jura. Poulsard gibt einen hellen, duftigen Wein. Die Schale ist sehr arm an Pigmenten (siehe auch den Artikel Phenole im Wein), so dass der Wein oftmals eher einem Roséwein ähnelt. Dennoch verfügt der Wein über ein Alterungsvermögen von etwa fünf bis acht Jahren. Aufgrund seines duftigen Aromas wird er gerne im Verschnitt mit Trousseau oder Pinot Noir eingesetzt. Im Jahr 2007 wurde eine bestockte Rebfläche von 313 Hektar erhoben. (Quelle ONIVINS)
Der Poulsard wird auch manchmal Ploussard genannt. Gastronomisch begleitet er hervorragend Grillgerichte, Raclette, Geflügelgerichte und Wurstwaren.
Neben der roten Sorte gibt es auch noch die graue (Ploussard Gris) sowie die weiße Spielart (Ploussard Blanc) des Ploussard. Beide Varietäten sind ebenfalls im Jura zu finden.
Siehe auch den Artikel Weinbau in Frankreich sowie die Liste von Rebsorten.

## Synonyme
Die Rebsorte Poulsard ist auch unter den Namen Belossard, Blussart, Cornelle, Drille-de-Coq, Mècle, Mescle, Méthie, Miècle, Olivette, Pelossard, Peloussard, Pendulot, Plant d’Arbois, Pleusard, Ploussard, Plussart, Pulceau, Pulsard, Quille de coq und Raisin Perle bekannt.